# Органические сульфиты
Органические сульфиты — сераорганические соединения, эфиры сернистой кислоты с общей формулой ROS(O)OR', где R, R' — углеводородные радикалы.

## Номенклатура
Органические сульфиты могут быть симметричными (RO)2SO, несимметричными ROS(O)OR', циклическими. Их название определяется названиями соответствующих углеводородных радикалов и окончания «-сульфит»:
- {\displaystyle {\mathsf {(CH_{3}O)_{2}SO}}} — диметилсульфит
- {\displaystyle {\mathsf {CH_{3}OS(O)OC_{2}H_{5}}}} — метилэтилсульфит

Циклические сульфиты называются по углеродной цепочке в цикле:
 — этиленсульфит
 — фениленсульфит

## Физические и химические свойства
Низшие органические сульфиты представляют собой жидкости, обладающие резким запахом и слезоточивым действием. Высшие сульфиты являются вязкими маслообразными жидкостями, циклические сульфиты — твёрдые легкоплавкие вещества.
Сульфитная группа имеет тетраэдрическое строение, атом серы находится в одной из вершин тетраэдра. В ИК-спектрах сульфитов обнаруживается характеристическая полоса поглощения в районе 1200 и 1245 см-1, относящаяся к валентным колебаниям связи S=O.
Органические сульфиты гидролизуются при действии кислот и оснований с разрывом S-O связи, при этом циклические и ароматические сульфиты гидролизуются быстрее.
При окислении сульфитов образуются соответствующие сульфаты:
{\displaystyle {\mathsf {(CH_{3}O)_{2}SO{\xrightarrow[{}]{KMnO_{4}}}(CH_{3}O)_{2}SO_{2}}}}
При взаимодействии с галогенами (хлор, бром) у сульфитов происходит разрыв S-O связи с образованием алкилгалогенида и алкилгалогенсульфоната:
{\displaystyle {\mathsf {(CH_{3}O)_{2}SO+Cl_{2}\rightarrow CH_{3}OSO_{2}Cl+CH_{3}Cl}}}
При действии первичных и вторичных спиртов (но не третичных) в присутствии кислот или оснований органические сульфиты способны к переэтерификации:
{\displaystyle {\mathsf {(CH_{3}O)_{2}SO+2C_{2}H_{5}OH\rightarrow (C_{2}H_{5}O)_{S}O+2CH_{3}OH}}}
Сульфиты выступают в качестве алкилирующих агентов:
{\displaystyle {\mathsf {(CH_{3})_{3}COH+(CH_{3}O)_{2}SO\rightarrow (CH_{3})_{3}COCH_{3}+CH_{3}OH+SO_{2}}}}
Взаимодействие диалкилсульфитов с диоксидом селена приводит к диалкилселенитам:
{\displaystyle {\mathsf {(RO)_{2}SO+SeO_{2}\rightarrow (RO)_{2}SeO+SO_{2}}}}

## Получение и применение
Синтез органических сульфитов осуществляется реакцией спиртов с тионилхлоридом в среде пиридина:
{\displaystyle {\mathsf {ROH{\xrightarrow[{C_{6}H_{5}N}]{+SOCl_{2},-HCl}}ROSOCl{\xrightarrow[{C_{6}H_{5}N}]{+SOCl_{2},-HCl}}(RO)_{2}SO}}}
Вместо тионилхлорида можно использовать раствор диоксида серы в пиридине в присутствии брома или иода. Метилалкилсульфиты можно получить взаимодействием диазометана с раствором диоксида серы в соответствующем спирте. Ряд органических сульфитов синтезируют по реакции переэтерификации.
Алкил- и арилсульфиты используются как инсектициды и биоциды.